# Segelfluggelände Konz-Könen

i7
i11
i13
Das Segelfluggelände Konz-Könen liegt auf einer Anhöhe des Konzer Stadtteils Könen im Landkreis Trier-Saarburg in Rheinland-Pfalz und beheimatet den Aero-Club Trier und Konz e. V.

## Geschichte
Aus der Luftsportvereinigung Trier, die bereits 1927 gegründet wurde und am Grüneberg in Trier ansässig war, ging während des Zweiten Weltkriegs der Aero-Club Trier hervor. Ab Oktober 1950 war der Verein auf dem Flugplatz Trier-Euren ansässig. Im 1953 erfolgte die Eintragung ins Vereinsregister. Im Zuge der Konversion des Flugplatzes Trier-Euren in ein Industriegebiet zu Beginn der 1970er Jahre suchte der Verein ein neues Gelände. Ab 1973 erfolgte der Aufbau eines Segelfluggeländes am jetzigen Standort. Im Jahr 1976 wurde der Vereinsname mit Zusatz und Konz ergänzt. Der Verein macht immer wieder durch seine erfolgreichen Platzierungen bei Wettkämpfen, wie etwa Vergleichsfliegen, in der regionalen Presse und Fachmagazinen auf sich aufmerksam.

## Platzdaten
Das Segelfluggelände ist mit einer 950 m langen und 30 m breiten Start- und Landebahn aus Gras (Richtung 03/21) ausgestattet. Weiterhin existieren zwei separate, 300 m lange und 30 m breite Landebahnen für Segelflugzeuge aus Gras (Richtungen 03 bzw. 21). Das Segelfluggelände ist zugelassen für Segelflugzeuge, selbststartende Motorsegler und Luftfahrzeuge, die bestimmungsgemäß zum Schleppen von Segelflugzeugen oder Motorseglern zugelassen sind. Segelflugzeuge starten per Windenstart oder Flugzeugschlepp. Nicht am Platz ansässige motorgetriebene Luftfahrzeuge dürfen in Konz-Könen nicht starten und landen. Es stehen Campingmöglichkeiten und ein Clubhaus zur Verfügung.